# Krzysztof Ścierański
Krzysztof Marian Ścierański (ur. 24 sierpnia 1954 w Krakowie) – polski gitarzysta basowy, muzyk sesyjny.

## Życiorys
Ukończył Pomaturalną Szkołę Ochrony Środowiska. Jest muzycznym samoukiem. Po kilku latach gry w zespołach muzycznych, m.in. w hardrockowym zespole muzycznym System, został w wieku 22 lat basistą jazz-rockowego zespołu Laboratorium, z którym w latach 1976–1980 nagrał 5 płyt i zagrał kilkaset koncertów, także za granicą, m.in. na festiwalach w Hiszpanii i w Indiach. W 1980 na zaproszenie Zbigniewa Namysłowskiego przystąpił do zespołu Air Condition. Na kilka dni przed ogłoszeniem stanu wojennego zagrał pierwszy koncert ze swoim nowym zespołem, String Connection Krzesimira Dębskiego. Po zawieszeniu działalności przez grupę, Ścierański zaczął realizację projektów autorskich. Pierwszy koncert solowy na basie zagrał w 1982 na festiwalu Solo Duo Trio w krakowskiej Rotundzie. W 1983 nagrał swoją pierwszą autorską płytę Bass Line. 
Obecnie grywa z Bernardem Maselim, a także Zbigniewem Jakubkiem, Markiem Napiórkowskim i Markiem Radulim. Ma na koncie współpracę z artystami reprezentującymi różne gatunki muzyczne, jak Ewa Bem, Tomasz Stańko, Ryszard Sygitowicz, Marek Grechuta, John Porter, Jan Pluta, Grzegorz Ciechowski, Marek Wilczyński, zespół Wilki, zespół Krzak i inni.
Od 1984 wielokrotnie uznawany przez magazyn „Jazz Forum” za Najlepszą jazzową gitarę basową Polski.
Jego bratem jest Paweł Ścierański, muzyk, gitarzysta. W 1975 obaj bracia dołączyli do zespołu Laboratorium. Syn Krzysztofa Ścierańskiego, Marcin, jest perkusistą, członkiem zespołu Quartet Krzysztofa Ścierańskiego.
Mieszka w Legionowie.

## Galeria

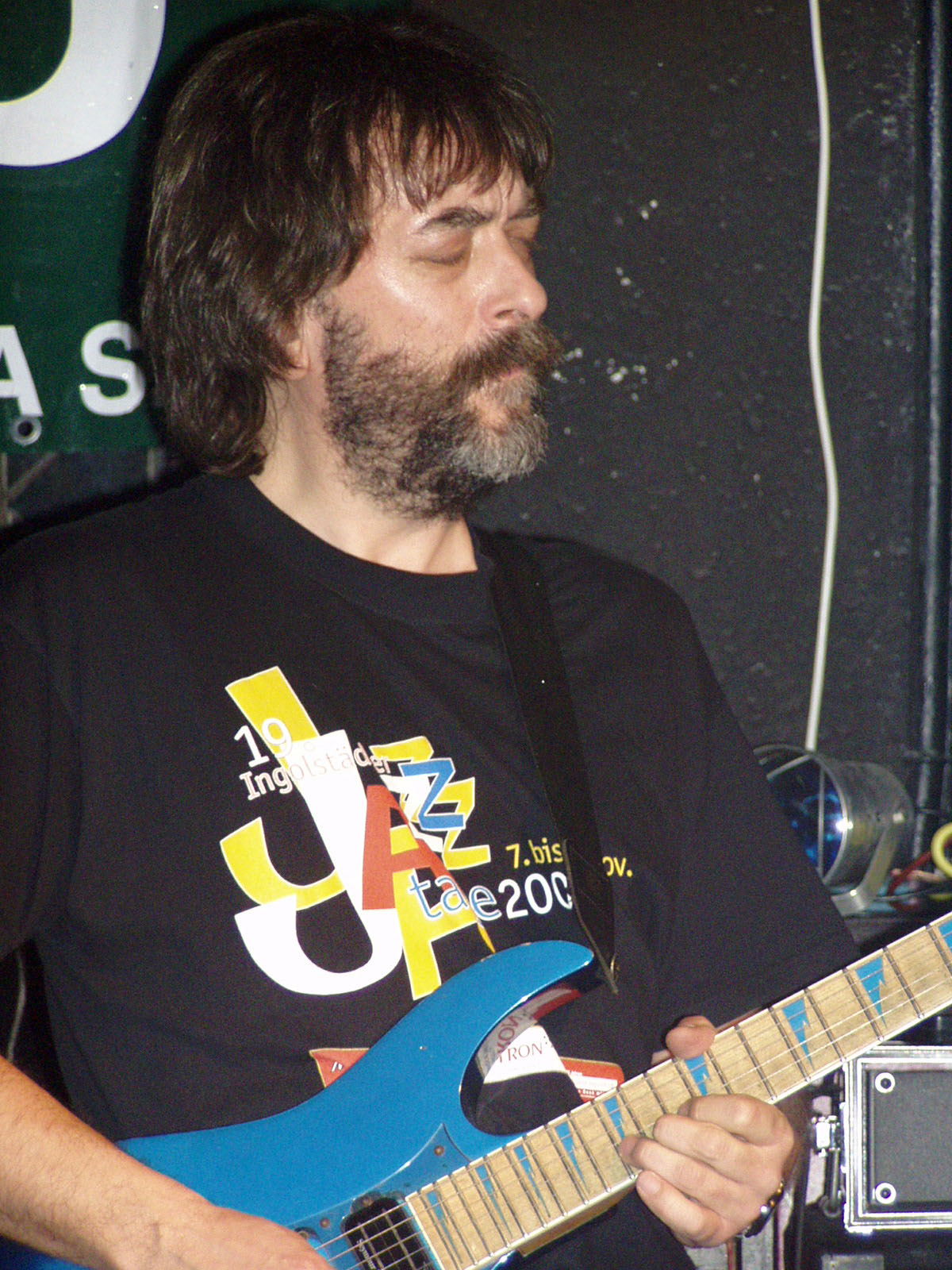
Krzysztof Ścierański podczas warsztatów gitarowych (2004)
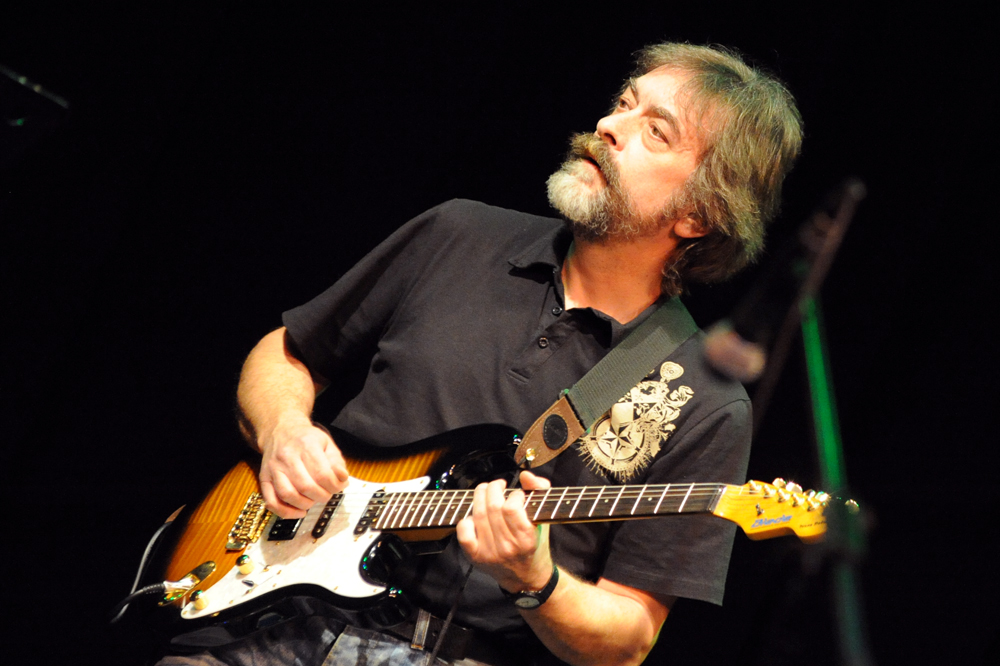
Benefis dla Tomasza Szukalskiego (2010)
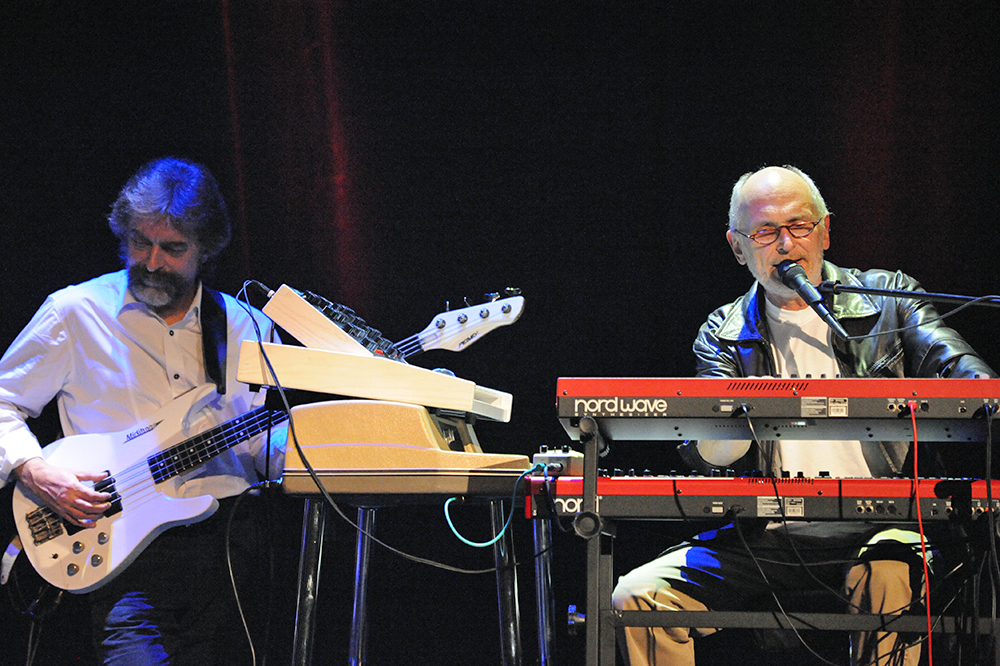
Jazz Jamboree 2010 - Laboratorium
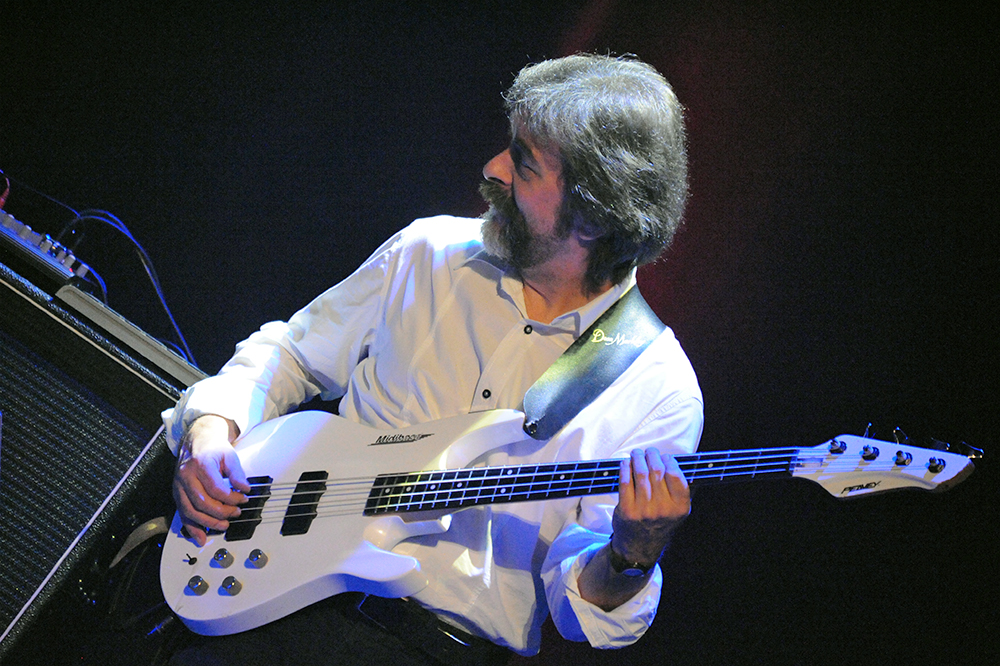
JJ 2010 - Warszawa
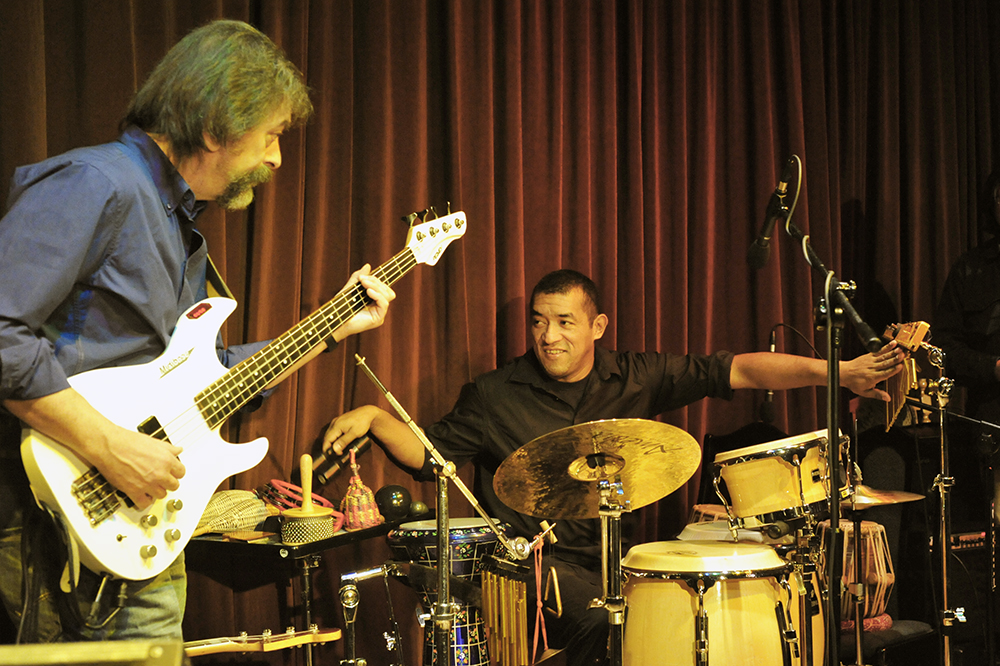
Gościnnie z Yankel Band, wraz z Tomas Celiz Sanchez (2010)

## Dyskografia
| Bass Line                   | - Data: 1983 - Wydawca: PolJazz - Format: LP, CD, digital download            | –  |
| Krzysztof Ścierański        | - Data: 1984 - Wydawca: Savitor - Format: LP, digital download                | –  |
| The King Is In Town         | - Data: 1989 - Wydawca: Poljazz - Format: LP, digital download                | –  |
| Far Away From Home          | - Data: 1993 - Wydawca: Soundpol - Format: CD, digital download               | –  |
| Flying Over                 | - Data: 2001 - Wydawca: Studio Grelcom - Format: CD, digital download         | –  |
| Independent                 | - Data: 2004 - Wydawca: IDG Poland - Format: CD, digital download             | –  |
| Directions                  | - Data: 5 maja 2008 - Wydawca: 4everMUSIC - Format: CD, digital download      | –  |
| Night Lakes                 | - Data: 10 marca 2014 - Wydawca: Polskie Radio - Format: CD, digital download | 24 |
| „–” album nie był notowany. |                                                                               |    |

| Tytuł                                                              | Dane dot. albumu                                                                   |
| ------------------------------------------------------------------ | ---------------------------------------------------------------------------------- |
| Music Painters (oraz Bernard Maseli i Jose Torres)                 | - Data: 1995 - Wydawca: GOWI Records - Format: CD                                  |
| Inna bajka (oraz Bernard Maseli i Jose Torres)                     | - Data: 1997 - Wydawca: GOWI Records - Format: CD                                  |
| The Colors (oraz Bernard Maseli, Marek Raduli i Przemek Kuczyński) | - Data: 23 października 2010 - Wydawca: Fonografika - Format: CD, digital download |

| Tytuł    | Dane dot. albumu                                                   |
| -------- | ------------------------------------------------------------------ |
| No Radio | - Data: 1992 - Wydawca: Cugate ltd. - Format: CD, digital download |

| Tytuł     | Dane dot. albumu                             |
| --------- | -------------------------------------------- |
| Confusion | - Data: 1988 - Wydawca: PolJazz - Format: LP |

Inne
| Album                                                   | Rok  | Uwagi | Źródło |
| ------------------------------------------------------- | ---- | --- | ------ |
| Laboratorium – Modern Pentathlon                        | 1976 | gitara basowa; członek zespołu | [ 30 ] |
| Laboratorium – Aquarium Live No. 1                      | 1977 | gitara basowa; członek zespołu | [ 31 ] |
| Laboratorium – Diver                                    | 1978 | gitara basowa; członek zespołu | [ 32 ] |
| Marek Grechuta – Szalona lokomotywa                     | 1978 | gitara basowa | [ 33 ] |
| Laboratorium – Quasimodo                                | 1979 | gitara basowa; członek zespołu | [ 34 ] |
| Laboratorium – Nogero                                   | 1980 | gitara basowa; członek zespołu | [ 35 ] |
| Krzysztof Zgraja – Laokoon                              | 1981 | gitara basowa | [ 36 ] |
| Zbigniew Namysłowski / Air Condition – Follow Your Kite | 1981 | gitara basowa; członek zespołu | [ 37 ] |
| String Connection – Workoholic                          | 1982 | gitara basowa; członek zespołu | [ 38 ] |
| John Porter – China Disco                               | 1982 | gitara basowa | [ 39 ] |
| Zbigniew Namysłowski – Air Condition                    | 1982 | gitara basowa; członek zespołu | [ 40 ] |
| String Connection – New Romantic Expectation            | 1983 | gitara basowa | [ 41 ] |
| Orchestra Of The Eighth Day – At The Last Gate          | 1984 | gitara basowa | [ 42 ] |
| Obywatel G.C. – Obywatel G.C.                           | 1986 | gitara basowa | [ 43 ] |
| Maryla Rodowicz – Gejsza nocy                           | 1986 | gitara basowa | [ 44 ] |
| String Connection – String Connection                   | 1986 | gitara basowa; członek zespołu | [ 45 ] |
| Obywatel G.C. – Tak! Tak!                               | 1988 | gitara basowa | [ 46 ] |
| Obywatel G.C. – Citizen G.C.                            | 1989 | gitara basowa | [ 47 ] |
| Sztywny Pal Azji – Szukam nowego siebie                 | 1989 | gitara basowa | [ 48 ] |
| Obywatel G.C. – Obywatel świata                         | 1992 | gitara basowa w utworach „Obywatel świata”, „Piosenka dla weroniki”, „Umarła klasa” i „Za późno wysłałeś list”                                         | [ 49 ] |
| Wilki – Wilki                                           | 1992 | gitara basowa | [ 50 ] |
| Edyta Bartosiewicz – Love                               | 1993 | gitara basowa w utworach „Good Bye To The Roman Candles”, „Emmilou” i „Blues For You”                                                                  | [ 51 ] |
| Grzegorz z Ciechowa – OjDADAna                          | 1996 | gitara basowa w utworach „Oj zagraj że mi zagraj”, „Piejo kury piejo”, „A gdzież moje kare konie...”, „Tam w sadeńku wiśnia” i „Jako tam bym śpiewała” | [ 52 ] |
| Stół Pański „Gadające drzewo”                           | 1997 | gitara basowa w utworach „Kolebajka”, „Wierszyk” i „Krisznoludek”                                                                                      | [ 53 ] |
| Abraxas – 99                                            | 1999 | gitara basowa w utworze „Jezebel” | [ 54 ] |
| Andrzej Zieliński – Znów od zera                        | 2000 | gitara basowa, koprodukcja | [ 55 ] |
| Carrantuohill – Irishjazz                               | 2005 | gitara basowa w utworach „Between” i „Final” | [ 56 ] |
| Eldo, Bitnix – Człowiek, który chciał ukraść alfabet    | 2006 | gitara basowa w utworach „Diabeł na oknie” i „Świadek z przypadku”                                                                                     | [ 57 ] |
| Agnieszka Włodarczyk – Nie dla oka...                   | 2007 | gitara basowa w utworze „Brzydcy” | [ 58 ] |
| Hey Jimi – Polskie gitary grają Hendrixa                | 2008 | gitara basowa w utworze „Third Stone From The Sun” | [ 59 ] |
| String Connection – 2012                                | 2011 | gitara basowa; członek zespołu | [ 60 ] |

## Publikacje
- Krzysztof Ścierański, Kompozycje na bas solo: również głosy dla drugiej gitary (solowej i basowej) oraz funkcje akompaniamentu, Professional Music Press, 1994, ISBN 83-900405-7-3.

## Nagrody i wyróżnienia
- Nagroda 100-lecia ZAiKS-u (2022)[61]
- Brązowy Medal „Zasłużony Kulturze Gloria Artis” (2024)[62]